# Łowczyk żałobny
Łowczyk żałobny, łowiec żałobny (Todiramphus funebris) – gatunek średniej wielkości ptaka z rodziny zimorodkowatych (Alcedinidae). Występuje endemicznie na wyspie Halmahera w należącym do Indonezji archipelagu Moluków. W Czerwonej księdze gatunków zagrożonych IUCN klasyfikowany jest jako gatunek najmniejszej troski (LC, Least Concern).

## Systematyka
Pierwszego naukowego opisu gatunku dokonał Karol Lucjan Bonaparte w 1850 roku, nadając mu nazwę Todiramphus funebris. Opis ukazał się na łamach pierwszego tomu Conspectus generum avium. Autor opisał gatunek w oparciu o zdeponowane w Muzeum Historii Naturalnej w Lejdzie okazy, które dostarczył E.A. Forsten. Jako miejsce typowe Bonaparte błędnie wskazał Celebes. Nie wyróżnia się podgatunków.

### Etymologia
- Todiramphus: rodzaj Todus Brisson, 1760 (płaskodziobek); gr. ῥαμφος rhamphos „dziób”[12].
- funebris: łac. funebris – „żałobny”[13].

## Morfologia
Średniej wielkości ptak o dużym, szerokim u nasady, czarnym dziobie, którego górna część jest nieco jaśniejsza, a połowa dolnej od nasady dzioba żółtaworogowa. Nogi i stopy czarne. Tęczówki ciemnobrązowe. Występuje dymorfizm płciowy. Samiec o ubarwieniu z przewagą ciemnozielonego koloru w górnych częściach ciała i białego w dolnych. Góra głowy oliwkowo-ciemnozielona, poniżej czarna maska obejmująca nasadę dzioba, policzki, okolice oczu, uszy i zwężająca się z tyłu głowy. Pomiędzy nią a górą głowy, w okolicy nozdrzy biała plamka, pomiędzy maską a koroną wąski biały pasek skroniowy. Podgardle, gardło, szyja, kark, brzuch i boki białe, podobnie jak pokrywy podogonowe, gdzieniegdzie z niewielkimi płowymi przebarwieniami. Grzbiet i pokrywy skrzydeł ciemnozielone, ogon dość krótki, także ciemnozielony. Samica jest ciemniej ubarwiona z czarnobrązową koroną i ciemnobrązowymi górnymi częściami ciała. Długość ciała 30 cm.

## Zasięg występowania
Łowczyk żałobny występuje tylko na jednej z wysp archipelagu Moluków – Halmaherze. Doniesienia o występowaniu także na pobliskiej wyspie Ternate nie potwierdziły się. Występuje na terenach nizinnych do wysokości 620 m n.p.m., jednak głównie poniżej 100 m n.p.m. Jego zasięg występowania według szacunków organizacji BirdLife International obejmuje około 40,3 tys. km².

## Ekologia
Głównym habitatem łowczyka żałobnego są wilgotne nizinne lasy tropikalne, lasy bagienne z sagowcami, wysokie lasy wtórnego wzrostu, obrzeża lasów, także namorzyny, sporadycznie pola uprawne, ogrody, plantacje kokosów. Jest gatunkiem osiadłym. Długość pokolenia jest określana na 4,1 roku. Dieta tego gatunku składa się z dużych stawonogów, w tym owadów prostoskrzydłych (Orthoptera) i pareczników (Chilopoda), oraz z małych kręgowców jak węże i jaszczurki.

### Rozmnażanie
Niewiele wiadomo o rozmnażaniu i gniazdowaniu tego gatunku. Opisane gniazdo znajdowało się w nadrzewnej termitierze umieszczonej 5 m nad ziemią na drzewie z rodzaju pandan.

## Status
W Czerwonej księdze gatunków zagrożonych IUCN łowczyk żałobny od 2022 roku jest klasyfikowany jako gatunek najmniejszej troski (LC, Least Concern); wcześniej miał status gatunku narażonego na wyginięcie (VU, Vulnerable). Liczebność populacji, która jest mocno rozdrobniona, szacowana jest na mniej niż 35 tys. osobników. Trend populacji uznawany jest za lokalnie spadkowy, z powodu zagrożeń związanych ze zmniejszaniem się habitatu.